# Roy Smeck
Roy Smeck narozen jako Leroy Smeck, (6. února 1900 – 5. dubna 1994) byl americký muzikant. Díky jeho fenomenálním schopnostem hrát na banjo, steel-kytaru a hlavně ukulele, se mu přezdívalo "Wizzard of the strings", tedy čaroděj strun.

## Život
Narodil se v Readingu v Pensylvánii. Začal na estrádní dráze. Jeho styl byl ovlivněn Eddie Langem, Ikey Robinsonem, hráčem na banjo Harrym Reserem a steel-kytaristou Sol Hoopii. Smeck neuměl dobře zpívat, tak jeho produkci doplňoval tanec a triky při hraní.
Roy Smeck hrál v mnoha filmech a později i v televizních show. Nahrál více než 500 písní pro různé gramofonové společnosti (Edison Records, Victor Talking Machine Company, Columbia Records, Decca Records, Crown Records, RCA Records a další). Posléze psal učebnice a metodické knihy jak hrát na hudební nástroje.
Smeck zemřel roku 1994 v New Yorku ve věku 94 let. V roce 2001 byl posmrtně uveden do National Four-string Banjo Hall of Fame. Smeckova práce je také uvedena v Ukulele Hall of Fame Museum.